# FBI Assistant Director Kendall
Directorul Adjunct Kendall este un personaj fictiv din serialul Alias, jucat de Terry O'Quinn.
A apărut prima dată în primul sezon ca fiind șeful unui tribunal FBI, adus din Washington pentru a o interoga pe Sydney Bristow. Aceasta a fost arestată pentru că se credea că profeția unui profet din secolul al XV-lea Milo Rambaldi se referă la ea și că aceasta va pune în pericol siguranț națională a Statelor Unite. Kendall o interogheză despre fiecare aspect a vieții ei, până când aceasta evadează din custodia FBI.
Kendall a reapărut apoi în al doilea sezon, luând comanda asupra unui centru de detenție al FBI/CIA-ului, lucrând pentru a distruge Alianța celor Doisprezece și celula SD-6, tot în aceată perioadă Irina Derevko s-a predat la CIA.
În timpul celor doi ani când Sydney a lipsit, Kendall a fost înlocuit de Marcus Dixon. A mai apărut pe la mijlocul sezonului 3, când a răpit-o pe Sydney pentru a-i povesti adevărul despre ce s-a întâmplat cu ea în cei doi ani pe care nu și-i putea aminti. I-a mai spus că nu a fost niciodată directorul adjunct al FBI-ului așa cum pretindea, ci că a fost întotodeauna afiliat cu Departamentul de Cercetări Speciale (DCS), care își avea baza în Nevada. O informează despre Proiectul Gaura Neagră, care conținea tot ceea ce a strâns guvernul Stelor Unite despre Rambaldi. Acest episod reprezintă ultima apariția a lui Kendall în serial.